# اچ‌ام‌اس ریپالس (۱۸۶۸)
اچ‌ام‌اس ریپالس (۱۸۶۸) (به انگلیسی: HMS Repulse (1868)) یک کشتی بود که طول آن ۲۵۲ فوت (۷۷ متر) بود. این کشتی در سال ۱۸۶۸ ساخته شد.